# Sapucaia do Sul
Sapucaia do Sul este un oraș în Rio Grande do Sul (RS), Brazilia.

## Personalități născute aici
- Douglas Costa (n. 1990), fotbalist.

1. ↑   https://cidades.ibge.gov.br/brasil/rs/sapucaia-do-sul/historico Lipsește sau este vid: |title= (ajutor)
2. ↑   https://cidades.ibge.gov.br/brasil/rs/sapucaia-do-sul/panorama Lipsește sau este vid: |title= (ajutor)